# Marathon van Parijs 2017
De marathon van Parijs 2017 werd gelopen op zondag 9 april 2017. Het was de 41e editie van deze marathon. Het evenement werd gesponsord door Schneider Electric. 
De overwinning bij de mannen ging naar de Keniaan Paul Longyangata in 2:06.10. Op de finish had hij een ruime voorsprong op zijn landgenoot Stephen Chebogut, die in 2:06.57 over de streep kwam. Zijn landgenote Purity Rionoripo won de wedstrijd bij de vrouwen in 2:20.55. Met deze tijd verbeterde ze tevens het parcoursrecord.
Een recordaantal van 42.441 lopers finishte het evenement, waarvan 32.103 mannen en 10.338 vrouwen.

## Uitslagen

### Mannen
| rang   | naam                         | land | tijd    |
| ------ | ---------------------------- | ---- | ------- |
| Goud   | Paul Longyangata             | KEN  | 2:06.10 |
| Zilver | Stephen Chebogut             | KEN  | 2:06.57 |
| Brons  | Solomon Yego                 | KEN  | 2:07.12 |
| 4      | Yitayal Atnafu               | ETH  | 2:07.21 |
| 5      | Abayneh Ayele                | ETH  | 2:07.42 |
| 6      | Asbel Kipsang                | KEN  | 2:08.29 |
| 7      | Samuel Kosgei                | KEN  | 2:08.39 |
| 8      | Richard Kiprop               | KEN  | 2:08.46 |
| 9      | Motlokoa Clement Nkhabutlane | LES  | 2:09.47 |
| 10     | Micah Kogo                   | KEN  | 2:10.03 |
| 11     | Abraham Akopesha             | KEN  | 2:10.11 |
| 12     | Hassan Chahdi                | FRA  | 2:10.20 |
| 13     | Kipkemei Mutai               | KEN  | 2:10.30 |
| 14     | Mark Kiptoo                  | KEN  | 2:10.44 |
| 15     | Benjamin Malaty              | FRA  | 2:10.44 |
| 16     | Yohan Durand                 | FRA  | 2:14.07 |
| 17     | Hassan Chani                 | BRN  | 2:14.57 |
| 18     | Paul Lalire                  | FRA  | 2:17.55 |
| 19     | Maru Teferi                  | ISR  | 2:17.55 |
| 20     | Kansuke Morihashi            | JPN  | 2:18.19 |

### Vrouwen
| rang   | naam              | land | tijd    |
| ------ | ----------------- | ---- | ------- |
| Goud   | Purity Rionoripo  | KEN  | 2:20.55 |
| Zilver | Agnes Barsosio    | KEN  | 2:20.59 |
| Brons  | Flomena Cheyech   | KEN  | 2:21.22 |
| 4      | Visiline Jepkesho | KEN  | 2:21.37 |
| 5      | Yebrgual Melese   | ETH  | 2:22.55 |
| 6      | Netsanet Gudeta   | ETH  | 2:29.15 |
| 7      | Kataryna Kowalska | POL  | 2:30.24 |
| 8      | Martha Komu       | FRA  | 2:35.33 |
| 9      | Hiroko Yoshitomi  | JPN  | 2:38.43 |
| 10     | Elodie Navarro    | FRA  | 2:41.36 |

1976 ·
1977 ·
1978 ·
1979 ·
1980 ·
1981 ·
1982 ·
1983 ·
1984 ·
1985 ·
1986 ·
1987 ·
1988 ·
1989 ·
1990 ·
1991 ·
1992 ·
1993 ·
1994 ·
1995 ·
1996 ·
1997 ·
1998 ·
1999 ·
2000 ·
2001 ·
2002 ·
2003 ·
2004 ·
2005 ·
2006 ·
2007 ·
2008 ·
2009 ·
2010 ·
2011 · 
2012 · 
2013 ·
2014 ·
2015 ·
2016 ·
2017